# Буйницький Володимир Агафонович
Володи́мир Агафо́нович Буйни́цький (* 1882 — † 1943) — полковник Армії УНР.

## Життєпис
1902 року закінчив Московське військове училище. Станом на початок 1909 року служив у 1-му Східно-Сибірському саперному батальйоні (Нікольськ-Уссурійський).
1914 року закінчив Олександрівську військово-юридичну академію. 1915-го — кандидат на військово-юридичні посади у штабі 8-ї армії. По тому — слідчий суддя, 39-й армійський корпус. У російській армії останнє звання — полковник.
В українській армії з березня 1918 року — голова Головного Військово-судового управління, Військове міністерство УНР, по тому — Української Держави.
З 1 серпня 1918-го — начальник законодавчої управи, Військове міністерство Української Держави. З грудня 1918-го — помічник голови Головного військово-судового управління, Військове міністерство УНР.
На еміграції проживав, помер та похований у Варшаві (цвинтар Воля).